# توماس ديماركو
توماس ديماركو (بالإنجليزية: Thomas DeMarco)‏ هو لاعب كرة قدم أمريكية ولاعب كرة قدم كندية أمريكي، ولد في 16 يناير 1989 في بالم ديسيرت في الولايات المتحدة.